# Victoria Madrigal
Victoria Madrigal Araya (1883-1929) fue una sufragista y maestra costarricense.

## Trayectoria
Victoria Madrigal participó en una huelga de docentes en 1919, que fue dirigida por Ángela Acuña Braun contra la administración del presidente Federico Tinoco Granados por violaciones a la ley laboral. Otras mujeres que participaron en la huelga fueron Matilde Carranza, Ana Rosa Chacón, Lilia González González, Carmen Lyra, Vitalia Madrigal, Esther De Mézerville, María Ortiz, Teodora Ortiz, Ester Silva y Andrea Venegas, entre otras.
El problema principal para los maestros era que sus salarios eran bajos y eso se agravaba porque solo se les pagaba en vales, que a menudo se depreciaban y terminaban siendo canjeados a la mitad de su valor. Durante la protesta, la sede del diario La Información, el periódico oficial del gobierno, fue incendiada por los maestros.
Murió en Alajuela en 1929.

## Vida personal
Era hermana de Vitalia Madrigal, también maestra y sufragista.  En la década de 1920, Victoria Madrigal, que enseñaba en una escuela que llevaba su nombre, se casó con René Charles Van Huffel (1900-1970), un belga que era académico y profesor de francés. Tuvieron una hija, Fanny Huguett Victoria Van Huffel Madrigal, nacida en Alajuela, Costa Rica en 1926.